# 모리와 함께한 화요일
《모리와 함께한 화요일》(Tuesdays with Morrie)은 미국 작가 미치 앨봄(Mitch Albom)이 쓴 비소설이다.
1997년에 출간된 이후 2020년 1월 현재 전세계 50개국 1,700만부가 판매되었으며 205주 동안 《뉴욕 타임스》 비소설 분야 베스트셀러 목록에 올랐다. 대한민국에는 1998년에 공경희가 번역하고 세종서적에서 출간되었다. 1999년 12월 5일에는 미국에서 TV 영화로 제작되어 방영되었는데 오프라 윈프리(Oprah Winfrey) 제작하고 믹 잭슨(Mick Jackson)이 감독을 맡았다.
실화를 책으로 옮긴 《모리와 함께한 화요일》의 주인공은 브랜다이스 대학교에서 사회학과 교수로 근무하면서 학생들을 가르쳐왔던 모리 슈워츠(Morrie Schwartz) 교수와 그의 제자인 미치 앨봄이다. 저자인 미치 앨봄이 브랜다이스 대학교를 졸업한 이후에 모리 슈워츠 교수를 재회했을 때 당시 78세였던 모리 슈워츠 교수는 근위축성 측색 경화증으로 인한 죽음을 앞두고 있었는데 근위축성 측색 경화증은 흔히 루게릭병으로 알려져 있다. 미치 앨봄이 14번 동안 매주 화요일마다 만난 모리 슈워츠 교수로부터 들은 인생 경험, 회상, 그리고 현재의 모습을 그려냈다.
이 책은 양장본으로 출판된 지 5년 후인 2002년 10월에 페이퍼백(trade paperback)으로, 2006년 1월에는 문고판(mass-market paperback)으로 앵커북스(Anchor Books)에서 재출판했다. 모리와 함께한 화요일은 41개의 다른 언어로 번역되어 전 세계에서 1400만부가 인쇄되었다.

## 줄거리
대학 때 모리 교수의 강의를 모두 수강했고 교수와 서로를 코치, 선수라 부르며 친하게 지냈지만 졸업 후 연락을 끊고 살았던 미치는, 유명 TV 프로그램인 '나이트라인'에 나온 모리의 모습에 깜짝 놀란다. 모리의 가르침대로 살지 못했다는 죄책감 속에 모리를 찾아간 미치를 모리는 눈물로 환영하고, 매주 화요일마다 인생에 대한 주제로 둘만의 토론 수업을 하기로 한다. 그뒤 모리 교수가 세상을 떠날 때까지 세상, 자기 연민, 후회, 죽음, 가족, 감정, 나이 드는 두려움, 돈, 사랑의 지속, 결혼, 문화, 용서, 완벽한 하루, 작별 인사를 주제로 매주 강연과 토론이 펼쳐진다.

## 수상
- 2009년 - 미국 도서관 협회 산하 청년 도서관 서비스 협회, 대학 진학자와 평생교육자를 위한 주목할 만한 책[3]